# Макарково
 Макарково  — деревня в Шарангском районе Нижегородской области в составе  Черномужского сельсовета .

## География
Расположена на расстоянии менее 5 км на запад-юго-запад от районного центра посёлка Шаранга.

## История
Известна с 1891 года как починок Макаров (или Русская и Черемисская Макаровка; Черномуж 2), в 1905 (Макарков) отмечено дворов 16 и жителей 126, в 1926 (уже деревня Макарково) 30 и 178 (мари 29), в 1950 40 и 133.

## Население
Постоянное население составляло 31 человек (русские 97%) в 2002 году, 14 в 2010.